# Tangmaro
Tangmaro di Hildesheim (o Thangmar; 940 o 950 circa – Hildesheim, 25 maggio dopo il 1019) è stato un cronista e agiografo tedesco, autore della Vita Bernwardi e insegnante (scholaster) della scuola capitolare di Hildesheim.

## Biografia
L'origine di questo sassone è sconosciuta. Inizialmente era un sacerdote della cattedrale di Hildesheim, verso il 970 divenne decano della cattedrale. Ebbe l'incarico di dirigere la scuola capitolare (scholaster) ed era anche bibliotecario e notaio. Dal 976 fu insegnante ed educatore del vescovo Bernoardo e probabilmente anche del futuro imperatore Enrico II. Presumibilmente si dimise prima del settembre 1000 dall'ufficio di decano della cattedrale.
Quando, intorno al 1000, scoppiò la disputa di Gandersheim con l'arcivescovo di Magonza Villigiso sull'appartenenza di Gandersheim alla diocesi di Hildesheim o all'arcidiocesi di Magonza, accompagnò il vescovo Bernoardo a Roma. Nel 1002 fece di nuovo il viaggio da solo.
Tangmaro non è menzionato in relazione alla campagna di Enrico II contro Baldovino IV di Fiandra, alla quale Bernoardo prese parte nel 1007. Tangmaro si trova però nell'elenco dei testimoni nell'atto di fondazione, da parte di Bernoardo, del monastero di San Michele datato 1º novembre 1019.
Tangmaro trovò sepoltura nella cappella di Sant'Antonio sotto la cappella di San Martino, consacrata nel 1003, nel chiostro del monastero di San Michele donato da Bernoardo, al quale aveva lasciato una raccolta di 50 libri.
Nel prologo della Vita Bernwardi, Tangmaro si presenta come l'autore. Tuttavia, la sua paternità è generalmente riconosciuta solo per i primi 10 capitoli. Per il seguente resoconto sulle tappe della disputa di Gandersheim avvenuta durante la vita di Bernoardo e durante il viaggio di Bernoardo a Roma nonché la conclusione con l'istituzione del monastero di San Michele e la morte di Bernoardo, la questione è controversa.